# Masirana cinevacea
Espèce
Masirana cinevacea est une espèce d'araignées aranéomorphes de la famille des Leptonetidae.

## Distribution
Cette espèce est endémique du Japon.

## Publication originale
- Komatsu, 1942 : Spiders found in the Saisho-do Cave. Acta arachnologica Tokyo, vol. 7, p. 54-70.